# 松村雅史
松村 雅史（まつむら まさふみ）は大阪電気通信大学医療福祉工学部教授で医用生体工学分野の研究者である。
1987年に大阪大学大学院工学研究科電気工学専攻博士課程を修了後、立命館大学理工学部で教鞭をとり、1990年大阪電気通信大学講師に着任の後、1993年より同大学助教授　2001年より同大学教授。大学院時代から、音声科学、生体計測、医用画像処理など、医用機器に応用される医用生体工学に関わる研究に携わる。特に口腔内の舌の動きと発声の関連性に着目し、そのメカニズムの解明に関する研究論文を多数発表した。
ストレス解消効果や、健康維持に「笑い」が注目され、効果があるとされていることに興味を持ち、手持ちの声帯の医用測定装置を応用し、2004年、笑いをカウントする爆笑計を開発した。爆笑計は、被験者に首に小型マイク（後に骨伝導マイクロホンに改良）を装着させ、収集した声帯の音声振動をスキャンしながら笑いのパターンを検出し、これをカウントするというものである。この爆笑計を使って、一日の中でどれくらい笑えば健康に効果があるのか、笑いが多い人と少ない人で健康状態にどのような違いがあるかなど、笑いと健康に関する研究報告を多数発表する。また、この爆笑計を小型化し、万歩計のように、健康作りに貢献できる装置として製品化に取り組む。
近年は、ポータブルパルスオキシメータの開発や、ポータブル心電図記録装置の開発にも注力している。従来は緻密なセッティングが必要で
あったこれらの装置を非拘束で容易に測定する技術を研究すると共に、睡眠時無呼吸症候群の予防装置の開発を行っている。

## 所属学会
- 日本医療機器学会
- 電気学会
- 日本音響学会

## 出演

### テレビ
- 「Oha!4 NEWS LIVE」ハヤmimiコーナー (日本テレビ、2008/3/12)
- 「おはよう朝日です」 (朝日放送、2007/03/27)
- 「ニューススクランブル」 (読売テレビ、2006/10/06)
- 「Qっと!サイエンス」“お笑い”の科学 (テレビ大阪、2006/05/27)
- おはよう日本 (NHK総合、2006/04/26)
- 「なるトモ!」 (読売テレビ、2006/04/05)
- 「かんさいニュース1番」 (NHK総合、2006/04/03)
- 「大阪ほんわかテレビ」 (読売テレビ、2005/03/27)
- 「ものしり一夜づけ」 (NHK総合、2005/01/25)

### ラジオ
- 「旬の人・時の人」“笑いを測る”午後5:20 (NHKラジオ第2放送、2006/06/30)

### 新聞・雑誌
- 「笑って元気に」 (毎日新聞東京版、2006/12/15)
- 「読売ファミリーレッツ」 (読売新聞、2006/11/15)
- 笑いは健康の素 (産経新聞、2006/11/10)
- 「笑ってシアワセ」 (信濃毎日新聞、2006/10/13)
- 笑う門にはストレス解消 (女性新聞、2006/09/25)
- 手軽に測れる爆笑計ストレス解消にも効果 (埼玉新聞、2006/08/28)
- 笑う門にはストレス解消 (中国新聞、2006/08/19)
- ストレス解消，効能を数値化 (京都新聞、2006/08/09)
- 「笑いの効能唾液で調査」 (読売新聞、2006/06/30)
- 「医療、福祉施設に「お笑い」 (大阪日日新聞、2006/06/30)
- 「医療現場に笑い“出前”患者への効用調査」 (産経新聞、2006/06/30)
- 「“笑って治して”病院へタレント派遣」 (朝日新聞、2006/06/30)
- 技あり関西 (読売新聞、2006/03/28)
- 「AGORA」 (京阪ジャーナル、2006/03/01)
- とんだ芸人泣かせ!? (夕刊フジ、2006/02/15)
- 「ストレス軽減 (読売新聞、2006/02/11)
- 効果調べる「爆笑計」 (朝日新聞、2006/02/09)
- 「漫才の笑いで健康を分析」 (毎日新聞、2006/02/09)
- 「日経エレクトロニクス」 (日経BP、2005/09/12)
- 「Japan Medicine」口腔機能の新しいセンシング (医学の新聞、2005/06/22)
- 健康増進「適量」探る (京都新聞社、2005/01/10)
- 笑う顔には幸来る (中日新聞、2004/08/19)